# Sinaida Stahurskaja
Sinaida Wladimirowna Stahurskaja (russisch Зинаида Владимировна Стагурская; * 9. Februar 1971 in Wizebsk; † 25. Juni 2009 ebenda) war eine belarussische Radrennfahrerin.
Sinaida Stahurskaja gewann bei den UCI-Straßen-Weltmeisterschaften 2000 im französischen Plouay den Titel im Straßenrennen. Im selben Jahr gewann sie die Gesamtwertung des Giro della Toscana; 2002 belegte sie bei diesem Etappenrennen den zweiten Platz wie auch beim Giro d’Italia Femminile. Ebenso 2002 konnte sie den Grande Boucle Féminine gewinnen. Zudem verbuchte sie zahlreiche Etappensiege bei Rundfahrten für sich.
Stahurskaja nahm auch dreimal am Straßenrennen bei Olympischen Spielen teil, 1992, 1996 sowie 2004, konnte aber keine vorderen Plätze belegen.
2005 wurde Sinaida Stahurskaja positiv auf die Doping-Substanz Stanozolol getestet und für zwei Jahre gesperrt. Bei einer Durchsuchung ihres Hauses in Italien – sie war mit einem Italiener verheiratet – wurden zahlreiche verbotene Präparate gefunden. 2009 kam sie bei einem Trainingsunfall in ihrer belarussischen Heimat, wo sie sich wegen der nationalen Meisterschaften aufhielt, ums Leben, als sie von einem Auto erfasst wurde.